# بير حسين
بير حسين (تُوفي أواخر عام 1379 م) كان أميرًا لإرزنجان من عام 1362 م حتى وفاته. كان في الأصل حاكمًا لقره حصار، ووصل إلى إرزنجان في 8 حزيران 1362 م، وتولى العرش الذي كان يشغله أهي أينبك، الذي توفي في 2-3 تموز.

## الحُكم
كان بير حسين حاكمًا لقره حصار، ووصل إلى إرزنجان في 8 حزيران 1362 وخلف أهي أينبك، الذي توفي في 2-3 تموز 1362 شهيدًا حسبما ورد.في كتاب "تاريخ التقويم" لأبي بكر القطبي، ذُكر بير حسين كأمير زاده (أي: ابن الأمير) مباشرة بعد البيان حول وفاة أهي أينبك، مما يشير إلى احتمال أنه كان ابن أهي أينبك.
لم يكن صعود بير حسين إلى العرش سهلًا، إذ كانت إرزنجان في خضم حرب أهلية. نال استقلاله في 10 تموز، بعد صدامه مع أمراء معارضين لحكمه، فرّوا في النهاية إلى بايبرد وتاركان. [ 3 ] وفي 11 أيلول، سيطر على بايبرد بعد حصار دام 32 يومًا.
على الرغم من وجود عينة من العملات معدنية سُكّت في إرزنجان لعلاء الدين علي يعود تاريخها إلى عام 1366 م، فمن المرجح أن بير حسين مارس المزيد من الحكم الذاتي، وخاصة بعد الفراغ السياسي المؤقت الناجم عن وفاة غياث الدين محمد الأول عام 1365 م. ومع ذلك، لا توجد أي روايات كافية عن الفترة حتى وفاة بير حسين عام 1379 م.

## فهرس
- Jackson، Cailah (4 سبتمبر 2020). Islamic Manuscripts of Late Medieval Rum, 1270s-1370s Production, Patronage and the Arts of the Book. Edinburgh University Press.
- Shukurov، Rustam (يونيو 1994). "Between Peace and Hostility: Trebizond and the Pontic Turkish Periphery in the Fourteenth Century". Mediterranean Historical Review. Routledge. ج. 9 ع. 1: 20–72. DOI:10.1080/09518969408569663.
- Yücel, Yaşar (Oct 1971). "Mutahharten ve Erzincan Emirliği" [Mutahharten and the Emirate of Erzincan]. Belleten (بالتركية). 35 (140): 665–719. Archived from the original on 2024-10-04. Retrieved 2023-12-19.